# Messor
Messor är ett släkte av myror. Messor ingår i familjen myror.

## Bildgalleri

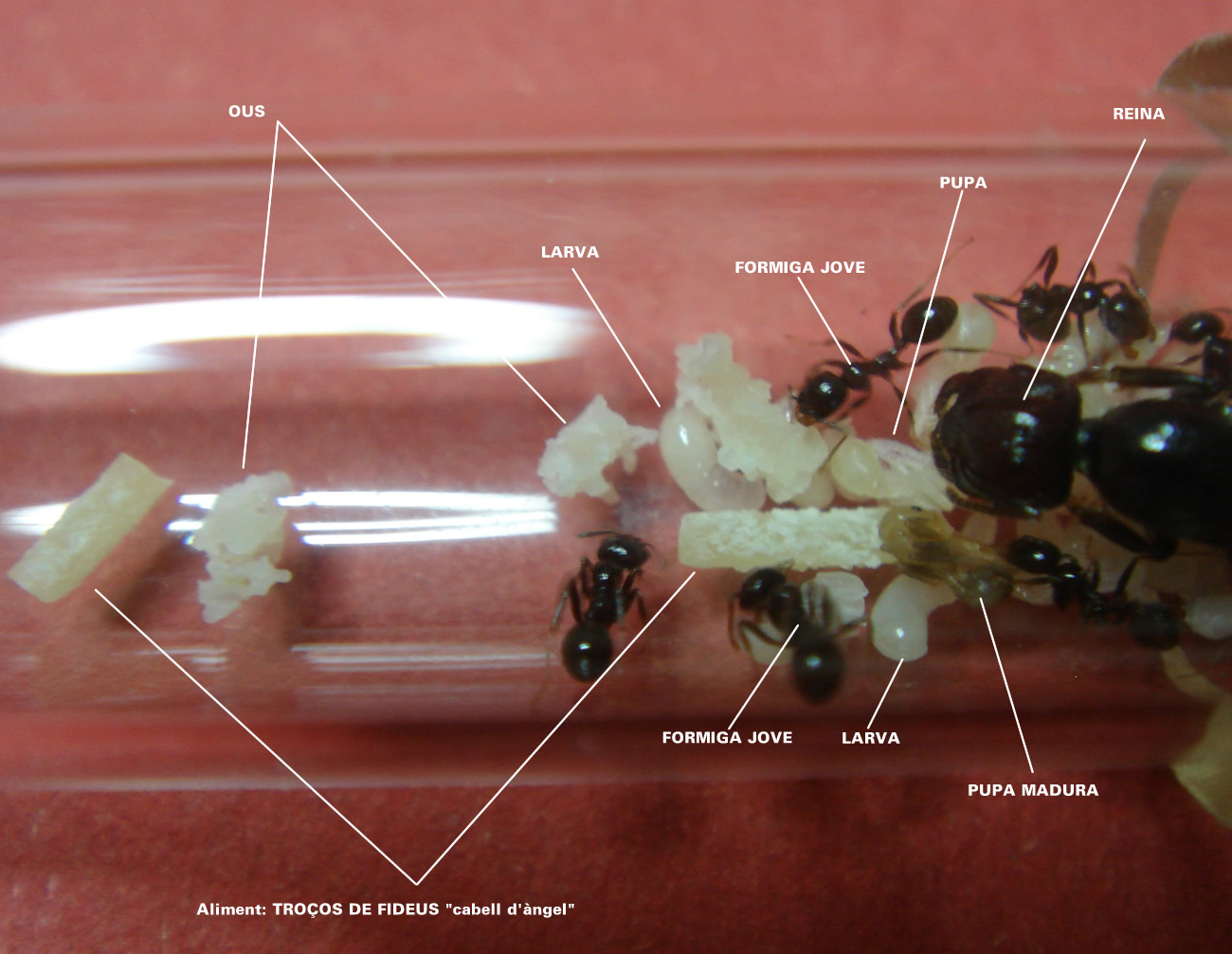
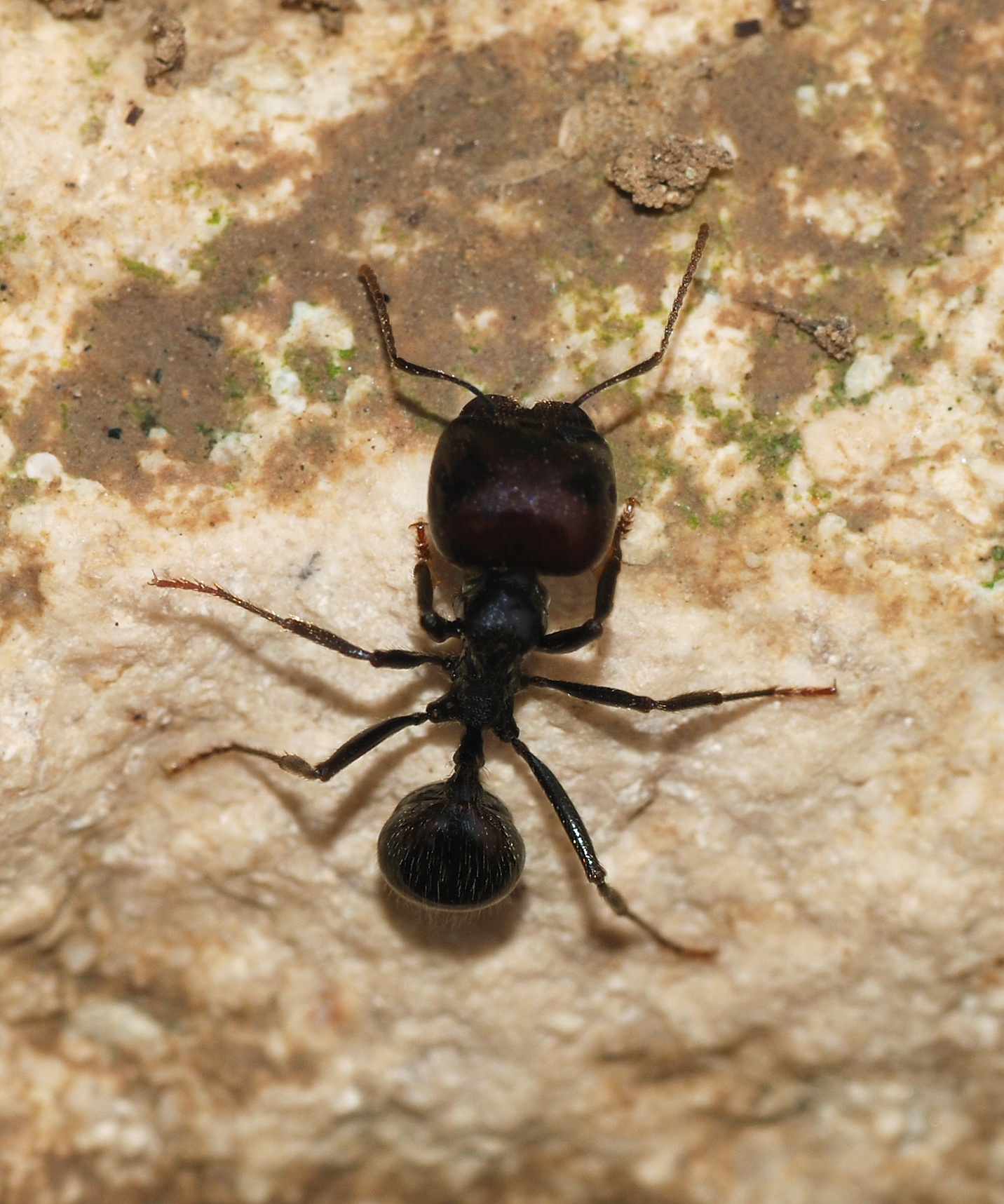
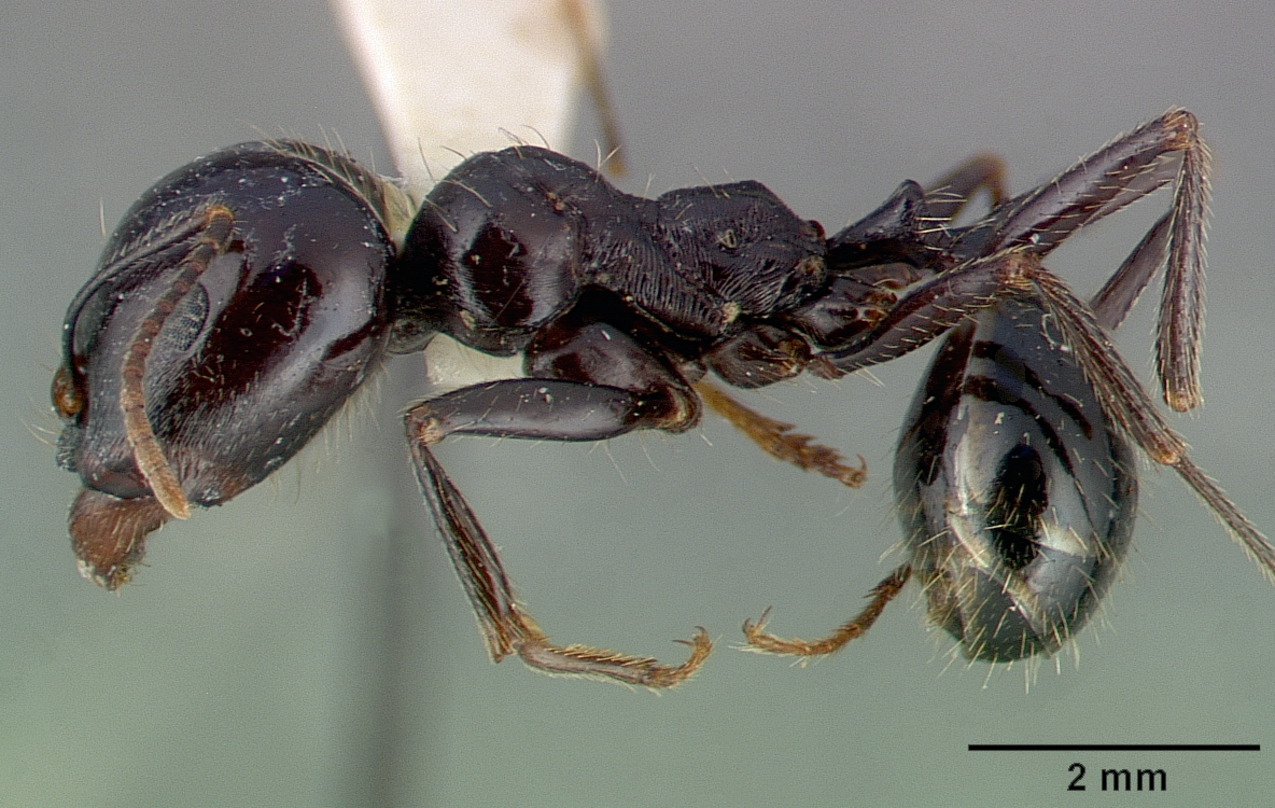

## Dottertaxa tillMessor, i alfabetisk ordning[1]
- Messor abdelazizi
- Messor aciculatus
- Messor aegyptiacus
- Messor alexandri
- Messor andrei
- Messor angularis
- Messor antennatus
- Messor aphaenogasteroides
- Messor aralocaspius
- Messor arenarius
- Messor atanassovii
- Messor barbarus
- Messor beduinus
- Messor berbericus
- Messor bernardi
- Messor bouvieri
- Messor buettikeri
- Messor caducus
- Messor capensis
- Messor capitatus
- Messor carthaginensis
- Messor caviceps
- Messor celiae
- Messor cephalotes
- Messor ceresis
- Messor chamberlini
- Messor clypeatus
- Messor collingwoodi
- Messor concolor
- Messor decipiens
- Messor dentatus
- Messor denticornis
- Messor denticulatus
- Messor diabarensis
- Messor ebeninus
- Messor excursionis
- Messor ferreri
- Messor foreli
- Messor fraternus
- Messor galla
- Messor hebraeus
- Messor hellenius
- Messor himalayanus
- Messor hispanicus
- Messor ibericus
- Messor incisus
- Messor incorruptus
- Messor inermis
- Messor instabilis
- Messor intermedius
- Messor julianus
- Messor kasakorum
- Messor kisilkumensis
- Messor lamellicornis
- Messor lariversi
- Messor lobicornis
- Messor lobognathus
- Messor luebberti
- Messor luridus
- Messor lusitanicus
- Messor maculifrons
- Messor marikovskii
- Messor marocanus
- Messor medioruber
- Messor melancholicus
- Messor minor
- Messor nahali
- Messor niloticus
- Messor oertzeni
- Messor olegianus
- Messor orientalis
- Messor perantennatus
- Messor pergandei
- Messor piceus
- Messor picturatus
- Messor planiceps
- Messor postpetiolatus
- Messor regalis
- Messor reticuliventris
- Messor rufotestaceus
- Messor rufus
- Messor ruginodis
- Messor rugosus
- Messor sanctus
- Messor sculpturatus
- Messor semirufus
- Messor semoni
- Messor smithi
- Messor sordidus
- Messor stoddardi
- Messor striatellus
- Messor striaticeps
- Messor striatifrons
- Messor striativentris
- Messor structor
- Messor subgracilinodis
- Messor sultanus
- Messor syriacus
- Messor testaceus
- Messor tropicorum
- Messor turcmenochorassanicus
- Messor valentinae
- Messor variabilis
- Messor wasmanni
- Messor vaucheri
- Messor vicinus